# Temuan

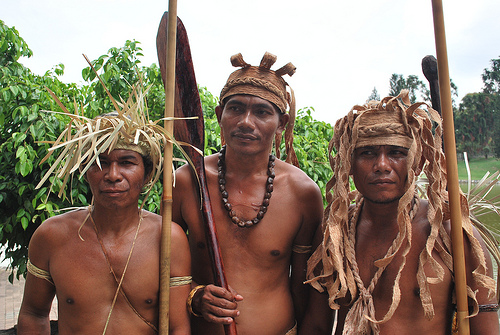
Temuan en habit traditionnel

Les Temuan sont une population autochtone de la péninsule Malaise. Au nombre d'environ 9 300 (1981), ils habitent le prolongement méridional de la chaîne montagneuse, dans les États de Selangor, Pahang, Johore et Negeri Sembilan. On les appelle également Benua ou Niap.
Le gouvernement malaisien classe les Temuan dans la catégorie des "Orang Asli", dans le groupe qu'il nomme "proto-malais".

## Langue
La langue temuan appartient au groupe dit "malais aborigène" de la branche malayo-polynésienne des langues austronésiennes. 
Certains linguistes classent le temuan dans les langues austroasiatiques, dans un groupe qu'ils appellent "malacca".[réf. nécessaire]